# Arena BGZ
Vista do recinto desportivo
A Arena Pruszków (em polaco: Arena Pruszków) é um velódromo em Pruszków, uma localidade da Polónia. Inaugurado em 2008 como o primeiro velódromo coberto da Polónia, foi sede do Campeonato Mundial de Ciclismo de pista da UCI em 2009. Acolheu o Campeonato de Pista europeu a nível sub-23 em 2008 e o campeonatos da Europa de pista no nível elite de 2010. A pista é de 250 metros (820 pés) de comprimento e está feita de pinheiro siberiano. Conta com assentos para 1.800 pessoas com a capacidade para instalar 1.500 assentos mais. Funciona também como sede da Federação de Ciclismo da Polónia.